# AIACR Europees Kampioenschap
Het Europees Kampioenschap was het eerste autosport kampioenschap voor coureurs en de grondlegger voor de Formule 1. Het werd in 1931 opgericht door de FIA (toen nog AIACR). Er werden 7 kampioenschappen verreden (1931-1932, 1935-1939) maar in 1939 werd er geen kampioen gekroond door de de uitbraak wan Wereldoorlog 2. De eerste Grand prix was de 1931 grand prix van Italië er waren dat jaar 3 races die meetelden voor het kampioenschap en Ferdinando Minoia won met evenveel punten als 2de Giuseppe Campari. De meest succes volle coureur tijdens deze jaren was Rudolf Caracciola, hij won 3 titels.

## Geschiedenis

### 1931

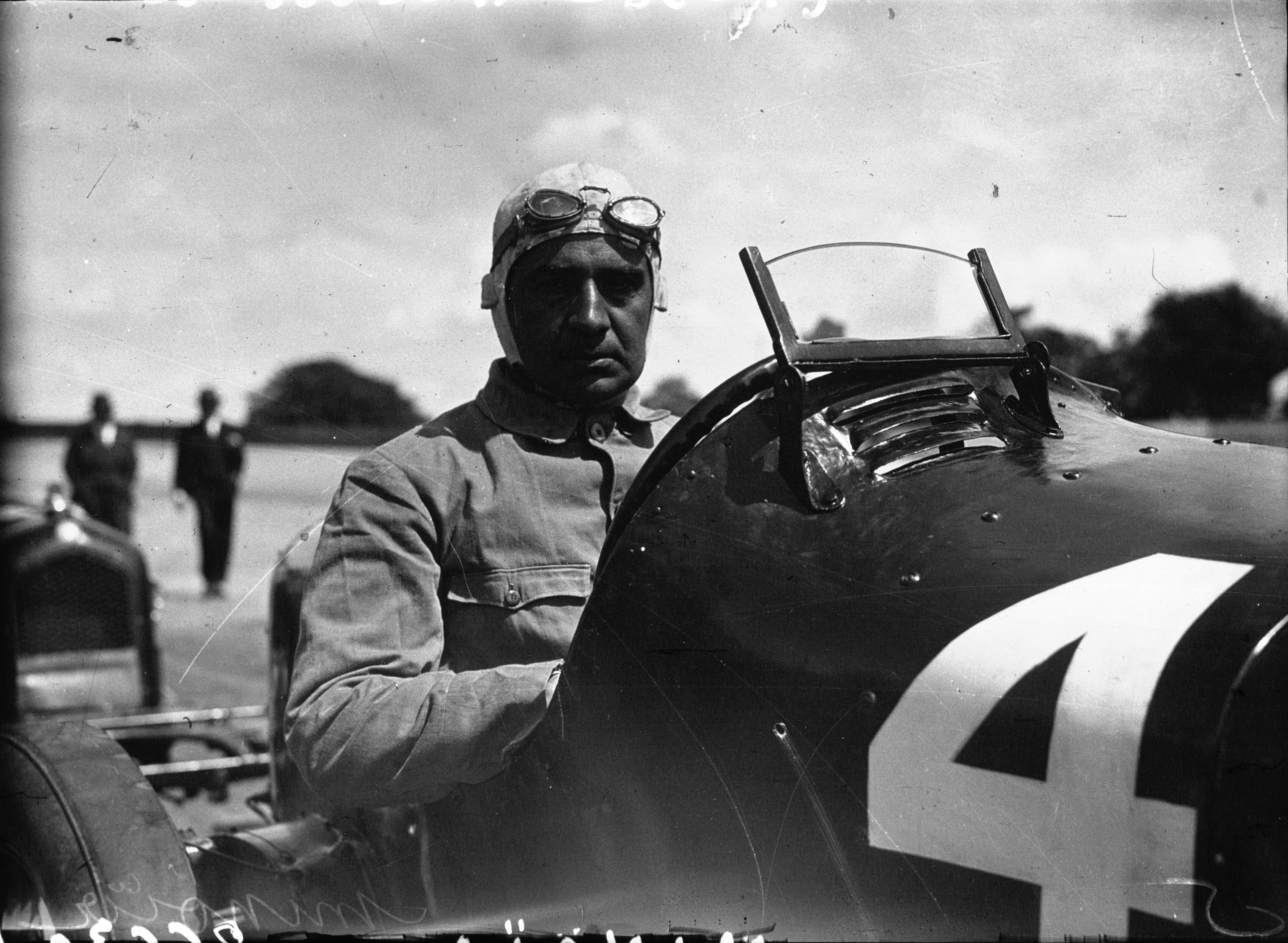
Ferdinando Minoia

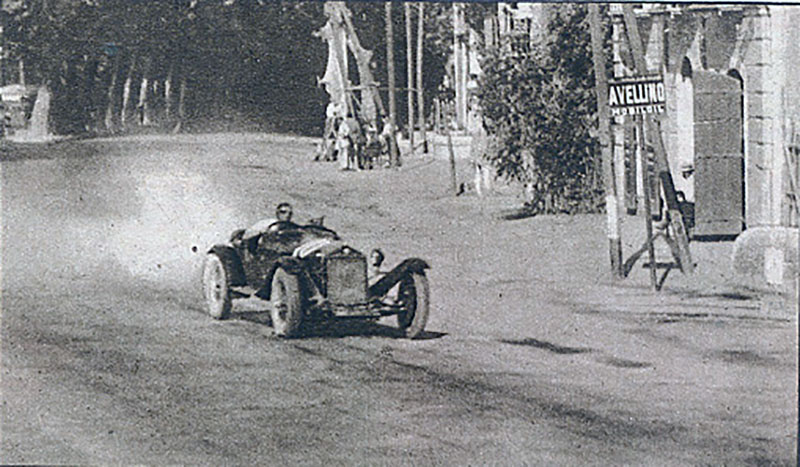
Dit is de Alfa Romeo van Borzacchini

In 1931 waren er 3 races die veel langer waren dan nu want dit was de standaard was toen heel anders dan de Formule 1 en ze begonnen met de Grand prix van Italië. Omdat de races zo lang waren reden de coureurs vaak met 2. De pole positie was voor de fransen coureurs Robert Sénéchal en Henri Frètet die met een Delage reden. De race werd echter gewonnen door Alfa Romeo met een 1-2. Giuseppe Campari en Tazio Nuvolari wonnen maar Nuvolari kreeg hier niet dat resultaat want hij was ingeschreven met een andere auto. De volgende race was de Grand Prix van Frankrijk en deze werd gewonnen door Louis Chiron en Achille Varzi met Bugatti. De laatse Grand Prix was de Grand Prix van België. Giuseppe Campari ging de race in als favoriet met zien 3 punten tegen de 6 van Ferdinando Minoia(minste punten wint). Tijdens de race ging het helemaal mis voor Campari zijn auto vatte vuur na 40 rondes en Minoia die van pole starte eindigden 3de waardoor uiteindelijk beide coureurs 9 punten hadden. Minoia won omdat hij meer kilometers had gereden. Het team kampioenschap werd overduidelijk gewonnen door Alfa Romeo.

### 1932

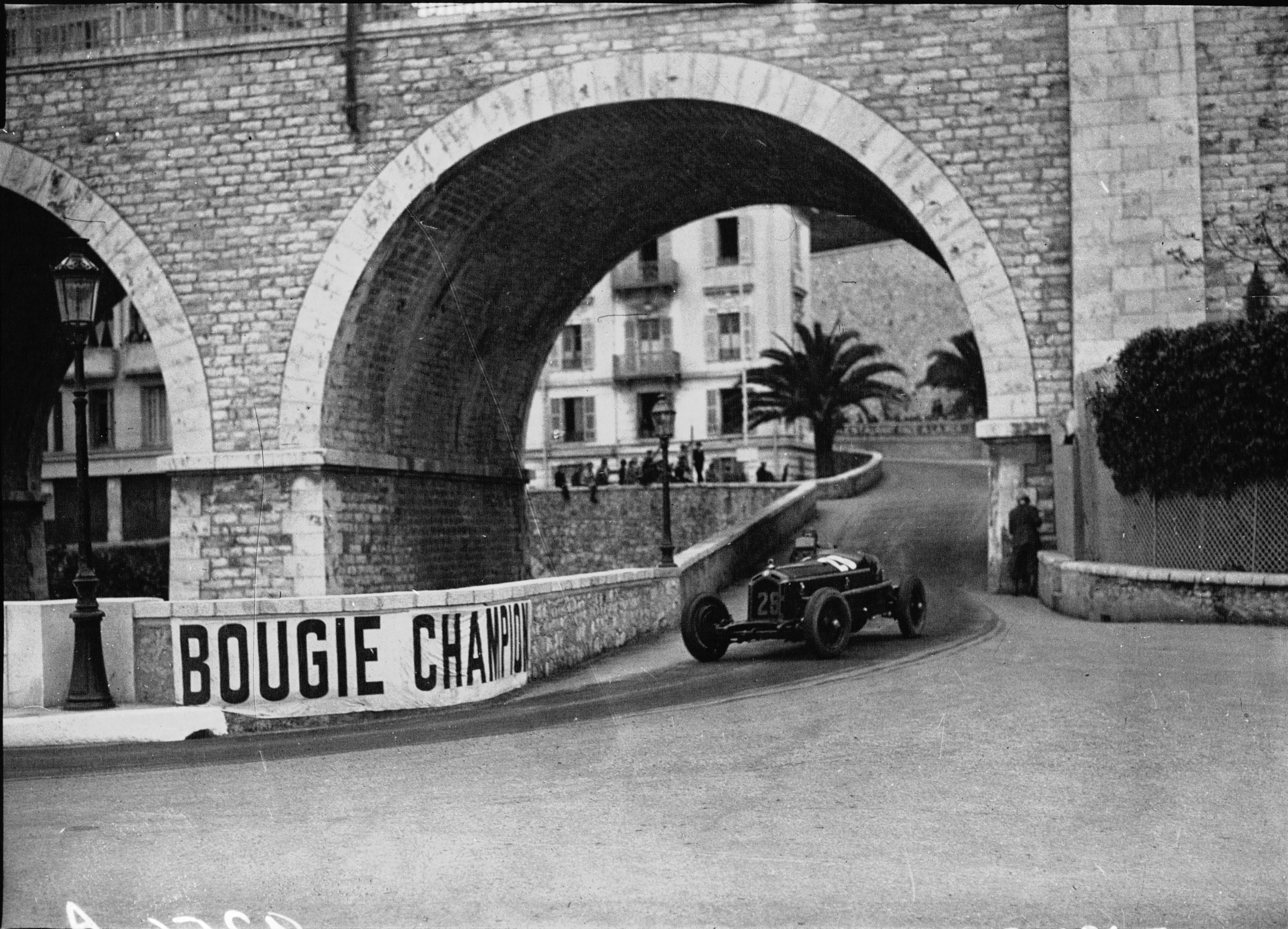
Tazio Nuvolari tijdens de Monaco Grand Prix

In 1932 waren er op nieuw 3 races net zoals het jaar ervoor maar in tegenstelling tot 1931 waren de races veel minder lang en lijken ze veel meer op de Formule 1 Grand Prix van tegenwoordig. Op de grid was wel veel verandert, verdedigend kampioen Ferdinando Minoia stopte zijn carrière nadat hij het kampioenschap had gewonnen in 1931 en een opkomend talent Rudolf Caracciola verplaatste hem.  Ze begonnen ook dit jaar in Monza voor de Grand Prix van Italië en op pole stond Borzacchini met zijn Alfa Romeo maar in de race werd hij ingehaald door Luigi Fagioli(Maserati) en teamgenoot Tazio Nuvolari die de race wist te winnen. En ook de volgende Grand Prix kon Tazio Nuvolari winnen. Hierdoor was hij in de laatste race favoriet maar niemand was vorig jaar vergeten waar Giuseppe Campari (die dit jaar maar 1 race meedeed) werd geklopt omdat zijn auto in brand vloog en zeker nu de titel beslist werd op de beroemde Nürburgring of de "Green Hell". Gelukkig voor hem gebeurde dit niet Nuvolari eindigde op de 2de plaats en werd hierdoor gekroond tot kampioen. Rudolf Caracciola won zijn home-Grand Prix. Alfa Romeo verpletterde iedereen en won alle drie de races en werden voor de 2de maal kampioen.

### 1933-1934
In 1933 en 1934 was er geen Europees kampioenschap maar er gebeurden wel veel cruciale momenten voor de sport zijn toekomst. In 1933 was er helaas niet zo'n goede dag voor autosport geschiedenis, Giuseppe Campari kampioen in 1931 en runner-up van 1932 Borzacchini crashte met mekaar op het circuit van Monza en beide overleden na dit vreselijk ongeval. Dat was echter het belangrijkste dat gebeurde in deze periode, Adolf Hitler werd bondskanselier van Duitsland en gaf 450.000 reichsmarks gesplitst aan Mercedes-Benz en Auto-Union.

### 1935

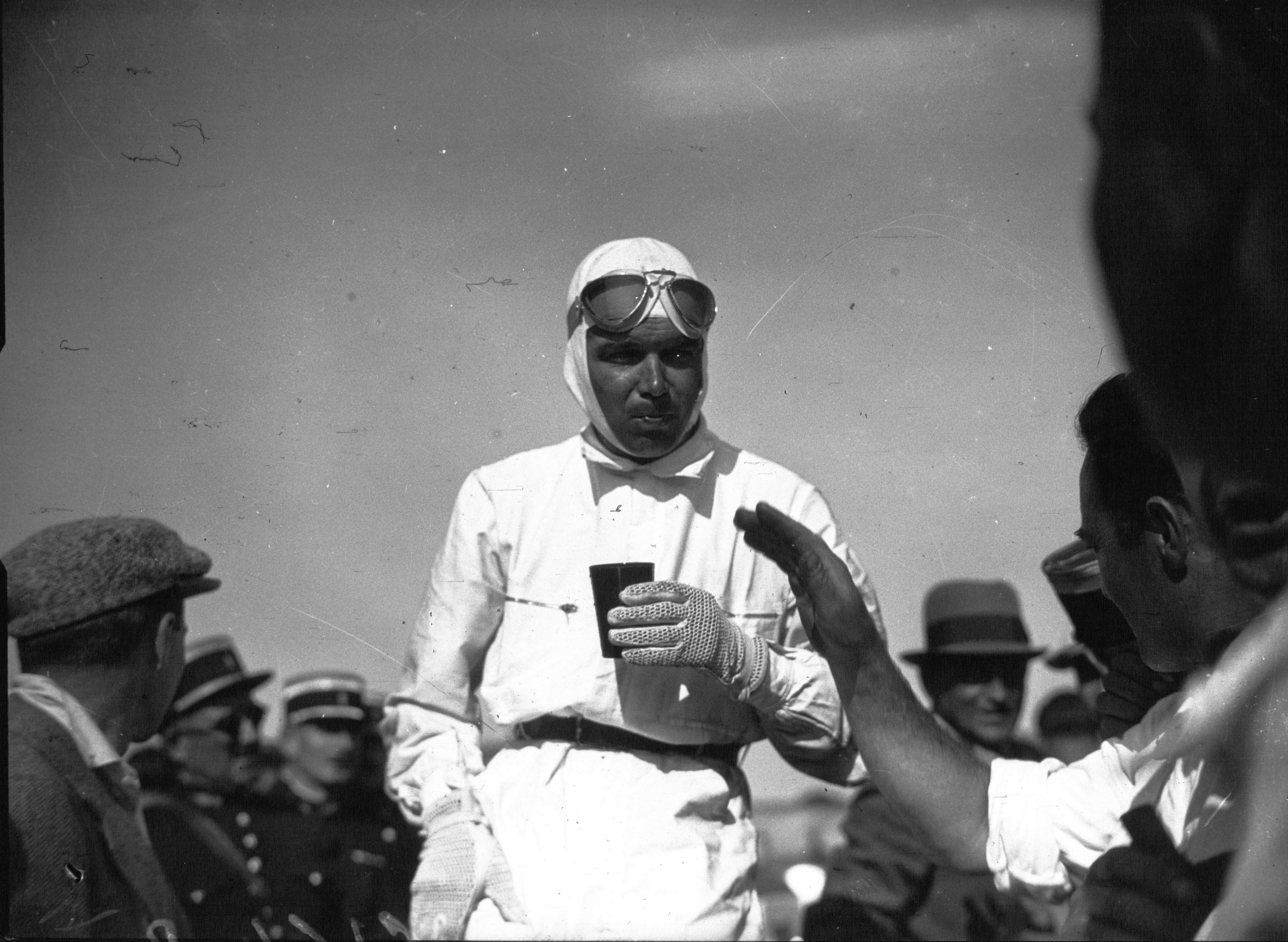
Rudolf Caracciola na de Grand Prix van Frankrijk

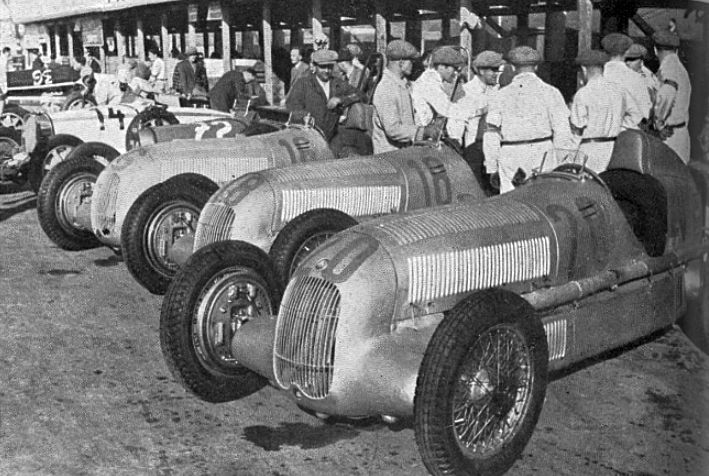
De Mercedes-Benz W25

Voor 1935 waren er veel wissels op de grid Mercedes-Benz deden mee als team Daimler-Benz AG en Auto-Union deed ook mee. Alfa Romeo deed niet meer mee als team maar hun auto's reden wel nog mee met het team van Enzo Ferrari, Scuderia Ferrari. Mercedes-Benz die nu een heel goede auto hadden door het geld dat ze kregen van de Duitse overheid en hierdoor konden ze geweldige Duitse coureurs naar hun team halen, de beste van deze coureurs was eenvoudig winnaar in dit kampioenschap Rudolf Caracciola. Ze hadden daarnaast ook nog Italiaan Luigi Fagioli en duitser Manfred von Brauchitsch. Ferrari had ook veel succes volle coureurs: Tazio Nuvolari kampioen in 1932 en tot nu toe had hij het record voor meeste overwinning in dit kampioenschap, de Monegask Louis Chiron die ook al had gewonnen en de beste Franse coureur René Dreyfus. Auto-Union die een speciaal auto ontwerp hadden hadden Duitse coureurs Hans Stuck en Bernd Rosemeyer ook hadden ze Italiaan Achille Varzi. Er waren in 1935 een record aantal Grand Prix met 7. Ze begonnen in Monaco en Rudolf Caracciola had de pole gepakt maar op de dag was het teamgenoot Luigi Fagioli. Caracciola zijn auto ging kapot. Voor Ferrari was het ook een goede dag, ze werden 2de, 3de en 5de. De tweede grand prix was die van Frankrijk en voor de eerste keer stond er een Auto-Union op pole met coureur Achille Varzi maar de dag was helemaal voor Mercedes-Benz, 1ste(Rudolf Caracciola), 2de(Manfred von Brauchitsch) en 4de(Luigi Fagioli) alleen Goffredo Zehender(Maserati) kon de 3 splitsen. Het feestje voor Mercedes-Benz en Rudolf Caracciola bleef duren ook in de grand prix van België wonnen ze. Maar alle mooie liedjes hebben een eind, kampioen van 1932 Tazio Nuvolari won met Ferrari en gaf Enzo zijn eerste winst in het Europees kampioenschap. In Zwitserland was het terug business as usual voor Caracciola hij won hier opnieuw en teamgenoot Luigi Fagioli werd 2de. De prijs voor de beste race ging naar de Grand Prix van Italië, alle Mercedes coureurs konden de race niet uitrijden en gaven een kans aan hun rivalen. Auto-Union met Hans Stuck wonnen uiteindelijk de race en hierdoor werden ze de eerste winnaars met de motor achterin de auto. Ferrari kon voor hun home-grand prix op het podium staan. De grand prix van Spanje werd opnieuw gewonnen door Rudolf Caracciola en werd hierdoor kampioen voor teamgenoten Luigi Fagioli en Manfred von Brauchitsch en hij brak dit jaar ook het record voor meeste overwinning.

### 1936

Het geweldige concept van Auto-Union

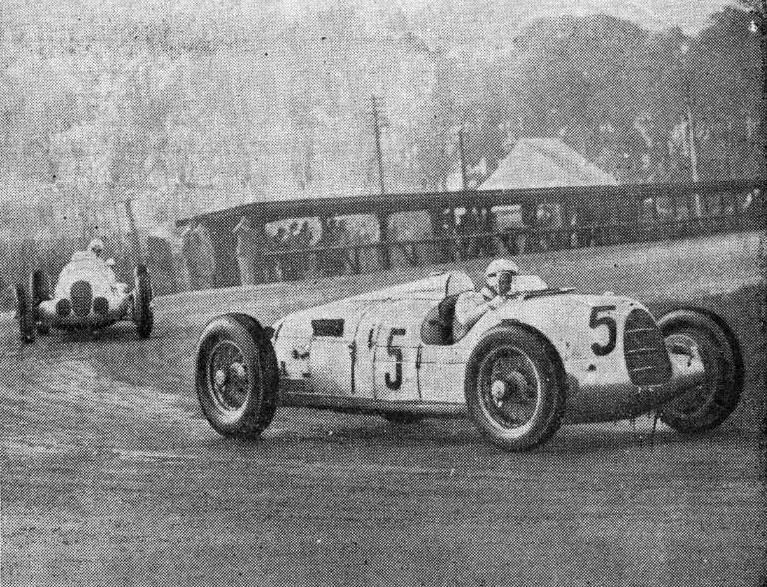
Rosemeyer voor von Brauchitsch

In 1936 waren er maar 4 races qua coureurs waren er weinig veranderingen alleen Louis Chiron ging van Scuderia Ferrari naar Mercedes. Het kampioenschap begon in Monaco en kampioen van 1935 Rudolf Caracciola won de race. Voor Auto-Union was het een heel goede eerste race ze werden 2 en 3. De volgende race was die van Duitsland en het werd duidelijk dat de nieuwe Mercedes niet zo goed was als de vorige en Auto-Union hadden nu ook hun concept met de motor achteraan in de auto onder controle. Het gevolg van dit was dat in de volgende grand-prix zij domineerden en 1ste,2de en 4de werden. Bernd Rosemeyer won deze race en Hans Stuck werd 2de. De volgende race was die van Zwitserland en hier was Auto-Union nog meer dominant ze finishten 1ste, 2de, 3de en 5de. Het was ook nu Bernd Rosemeyer die won en hierdoor had hij de leiding in het kampioenschap. De laatste race van het kampioenschap was die van Italië en aangemoedigd door het thuispubliek konden Tazio Nuvolari en Scuderia Ferrari een geweldige race rijden, hij werd uiteindelijk 2de. Maar de overwinning ging opnieuw naar Rosemeyer, de Duitse coureur won 3 van 4 races en won het kampioenschap. Auto-Union hadden met hun nieuwe concept met de motor achteraan in de auto het kampioenschap gedomineerd en vandaag de dag rijden Formule 1 auto's nog steeds met de auto (er waren wel nog tientallen jaren hierna dat de motor vooraan in de auto zat maar Auto-Union waren wel de eerste ooit).

### 1937

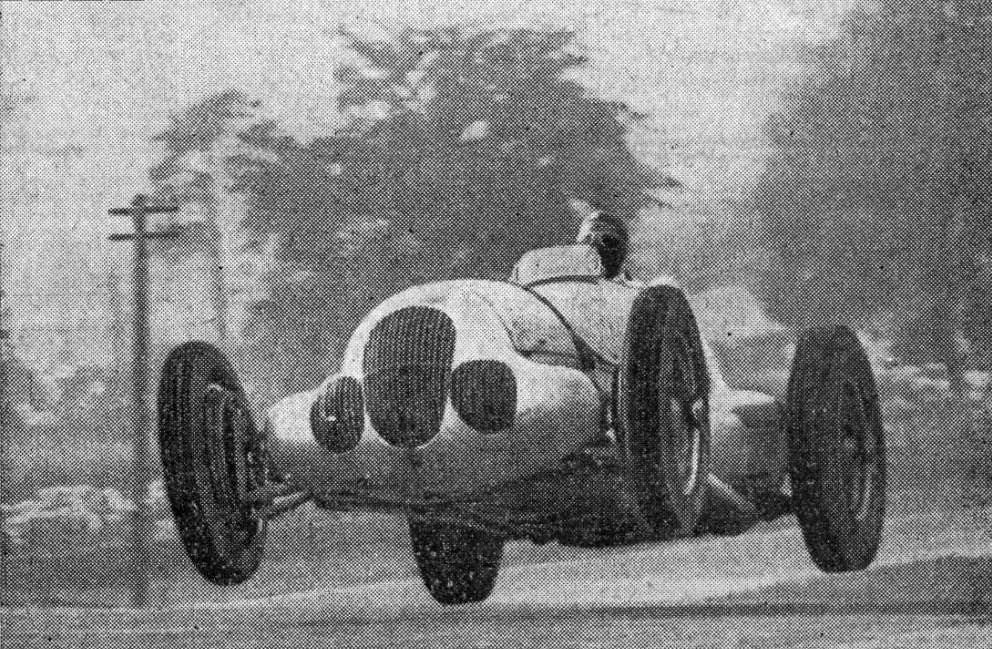
Manfred von Brauchitsch

Er waren ook dit jaar weinig veranderingen en mensen wouden dit jaar een gevecht zien tussen de 2 Duitse merken. Voor de eerst race in België waren wel de topfavorieten Rudolf Caracciola en kampioen van het vorige seizoen niet aanwezig. Hierdoor kon Rudolf Hasse een verassende overwinning pakken maar ook deze race werd een 1-2 voor Auto-Union. Dit jaar was er wel een nieuwe Mercedes en deze was in de handen van Caracciola zéér snel en dit werd getoond in de grand prix van Duitsland. Caracciola en Manfred von Brauchitsch haalden een 1-2 en dit was de eerste keer sinds Monaco van vorig jaar dat Mercedes won. De volgende race was Monaco en hier waren de 1 en 2 dezelfde coureurs maar dan wel omgekeerd Manfred von Brauchitsch won maar voor Mercedes was het nog beter want Christian Kautz werd 3de. De volgende race in Zwitserland was het back to business voor Caracciola hij won en opnieuw een 1-2-3 voor Mercedes. Auto-Union viel eigenlijk tegen dit jaar, ze hadden wel één keer kunnen winnen maar hun auto was verouder. Manfred von Brauchitsch leidde het kampioenschap omdat Caracciola de eerste race niet meedeed. Maar de laatste race won Caracciola en von Brauchitsch finishte niet. Hierdoor won Rudolf Caracciola een 2de kampioenschap en dit jaar was Mercedes helemaal terug.

### 1938

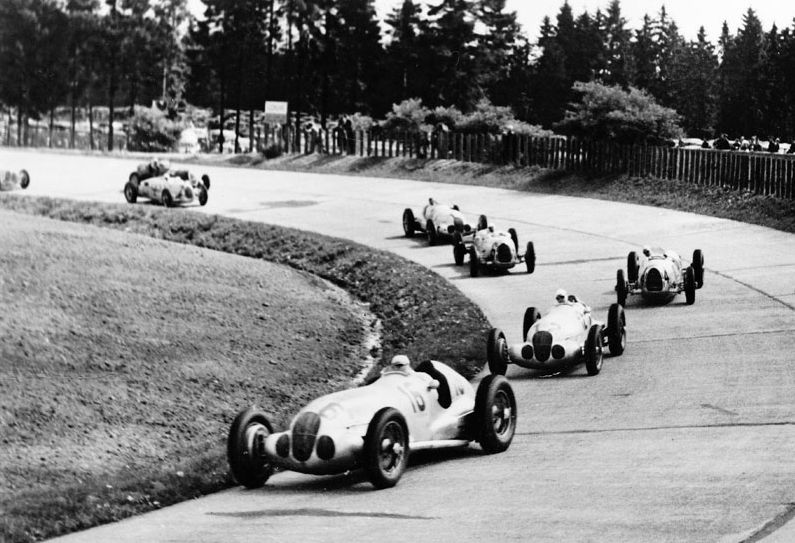
Hermann Lang voor Caracciola tijdens de Grand Prix van Duitsland van 1937

Opnieuw dit jaar waren er weinig veranderingen qua coureurs het enige verschil was dat Ferrari niet meedeed. De eerste grand prix was die van Frankrijk en Mercedes begon dit jaar zo als ze vorig jaar waren geëindigd, en nu Ferrari niet meer meedeed en de 2 Auto-Union auto's van Christian Kautz en Rudolf Hasse botste in de eerste ronde konden ze een 1-2-3 behalen. Winnaar Manfred von Brauchitsch eindigde 10 rondes voor 4de plaats René Carrière(Talbot). 2de was kampioen in 1935 en 1937 Rudolf Caracciola en 3de plaats was de Duitse coureurs die 3de was in 1937 en poleman voor dit evenement, Hermann Lang. De volgende race was die van Duitsland en zoals altijd was Mercedes weer snel. Er waren deze race wel veel DNF's voor het Duitse merk waaronder winnaar van de vorige race von Brauchitsch. Uiteindelijk kon Engelse coureur Richard Seaman winnen, Rudolf Caracciola werd 2de hij deelde zijn auto met Lang wie zijn auto was gestopt met motorproblemen en hierdoor nam Caracciola de leiding in het kampioenschap. De volgende race was in Zwitserland en gemotiveerd door zijn eerste overwinning in de vorige race nam Seaman de polepositie maar op race dag was het Rudolf Caracciola die van 3de won. Manfred von Brauchitsch hield zijn kampioenschap in leven door 3de te eindigen in een 2de 1-2-3 voor Mercedes dit jaar en een 3de 1-2. In de laatste race van het seizoen werd verassend Mercedes toch verslaan, Tazio Nuvolari(Auto-Union) die hier al eerder had gewonnen en werd aangemoedigd door het thuispubliek. Ook 2de was geen Mercedes, Giuseppe Farina met Alfa Romeo (die dit jaar een comeback maakte) eindigde 1 ronde achter Nuvolari. Zij speelden wel geen rol in het kampioenschap dat werd beslist op ronde 19 toen von Brauchitsch een mechanische fout had. Hij reed de race wel nog uit maar niet met zijn eigen auto maar met de auto van rivaal, vriend en teamgenoot Caracciola die toch al was gewonnen. Caracciola en Brauchitsch werden 3de, Caracciola kreeg hier de punten voor en Brauchitsch kreeg de punten van de auto waarmee hij was gestart. 

### 1939

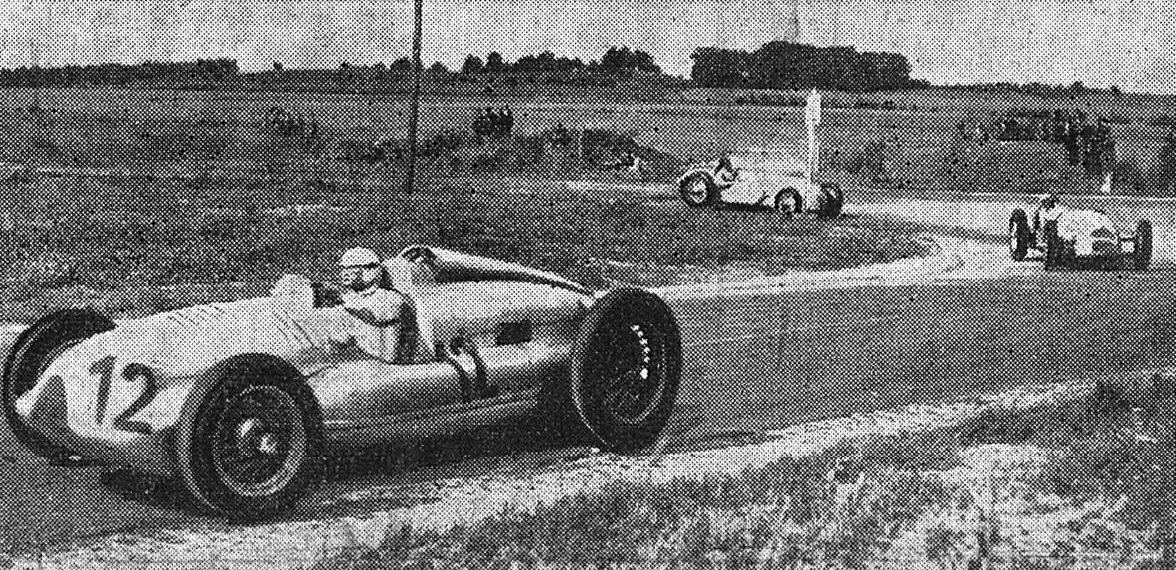
Müller voor Étancelin en Le Bègue

In 1939 werden er 4 races gereden. Aan het begin van het seizoen kwam er veel kritiek op het punten systeem maar de AIACR had niet op tijd een nieuw voorstel. Het was het eerste kampioenschap dat er een gevecht was tussen de 2 Duitse merken maar het eindigde in een anticlimax want er werd geen kampioen uitgeroepen door het begin van de Tweede Wereldoorlog. Alle races waren wel verreden en Hermann Paul Müller met Auto-Union won volgens het oude punten systeem maar Duitsland die volgens een ander systeem werkten verklaarden Hermann Lang tot kampioen. Door dit misverstand werd er ook na de oorlog geen kampioen uitgeroepen.

## Resultaten
| Jaar      | Kampioen                     | Team                         | 2de                          | Team                         | 3de                          | Team                         |
| --------- | ---------------------------- | ---------------------------- | ---------------------------- | ---------------------------- | ---------------------------- | ---------------------------- |
| 1931      | Ferdinando Minoia            | Alfa Romeo                   | Giuseppe Campari             | Alfa Romeo                   | Albert Divo Guy Bouriat      | Bugatti                      |
| 1932      | Tazio Nuvolari               | Alfa Romeo                   | Baconin Borzacchini          | Alfa Romeo                   | Rudolf Caracciola            | Alfa Romeo                   |
| 1933-1934 | -                            | -                            | -                            | -                            | -                            | -                            |
| 1935      | Rudolf Caracciola            | Mercedes-Benz                | Luigi Fagioli                | Mercedes-Benz                | Manfred von Brauchitsch      | Mercedes-Benz                |
| 1936      | Bernd Rosemeyer              | Auto-Union                   | Hans Stuck                   | Auto-Union                   | Tazio Nuvolari               | Alfa Romeo(Ferrari)          |
| 1937      | Rudolf Caracciola            | Mercedes-Benz                | Manfred von Brauchitsch      | Mercedes-Benz                | Hermann Lang                 | Mercedes-Benz                |
| 1938      | Rudolf Caracciola            | Mercedes-Benz                | Manfred von Brauchitsch      | Mercedes-Benz                | Hermann Lang                 | Mercedes-Benz                |
| 1939      | Uitbraak Tweede Wereldoorlog | Uitbraak Tweede Wereldoorlog | Uitbraak Tweede Wereldoorlog | Uitbraak Tweede Wereldoorlog | Uitbraak Tweede Wereldoorlog | Uitbraak Tweede Wereldoorlog |